# 静岡県道227号島田大井川線
静岡県道227号島田大井川線（しずおかけんどう227ごう しまだおおいがわせん）は、静岡県島田市の静岡県道381号島田岡部線道悦島東交差点から同県焼津市吉永を経て、利右衛門（りえもん）までを結ぶ一般県道である。

## 通過自治体
- 静岡県
  - 島田市 - 藤枝市 - 焼津市

## 重複区間
- 静岡県道33号藤枝大井川線

## 接続路線
- 静岡県道381号島田岡部線
- 静岡県道356号善左衛門藤枝停車場線
- 国道150号
- 静岡県道31号焼津榛原線

## 沿線の施設他
- 島田市立六合小学校
- 島田市立六合東小学校
- JR東海道新幹線
- 藤枝市立大洲小学校
- 東名高速道路
- 航空自衛隊静浜基地
- 大井川港